# Claudia Paz y Paz
Claudia Paz y Paz Bailey (Guatemala, 7 de junio de 1966) es una defensora de derechos humanos, especialista en derecho penal, académica, jueza y litigante guatemalteca, exfiscal General y Jefa del Ministerio Público de Guatemala y la primera mujer en ocupar el puesto. Se enfoca en llevar ante la justicia a los responsables de violaciones masivas de los derechos humanos; así como perseguir el crimen organizado y la corrupción. Actualmente es Directora del Programa para Centroamérica y México del Centro por la Justicia y el Derecho Internacional (CEJIL).

## Carrera
Enjuició severamente diferentes casos de crimen organizado en Guatemala, lo que le acarreó recibir amenazas contra su vida. También es conocida por sus casos contra el exjefe de estado Efraín Ríos Montt y contra los autores de la masacre de Dos Erres. En su mandato como fiscal general ha enjuiciado a violadores de los derechos humanos de la era de la guerra civil en Guatemala.
Durante el resto de su mandato, estableció numerosos registros. Más traficantes de drogas fueron arrestados en los primeros seis meses de su mandato que en la década anterior. Bajo su liderazgo, cinco de los 10 delincuentes más buscados de Guatemala fueron capturados, y se resolvieron 10 veces más casos de violencia contra las mujeres y homicidios que en cualquier administración anterior.
Es miembro activo de la Iniciativa de Liderazgo de la Justicia. También recibió el Premio de Derechos Humanos 2014 de la 
Oficina en Washington para Asuntos Latinoamericanos (WOLA), que honra a organizaciones o individuos que han sido ejemplares en la visión de WOLA de un mundo donde los derechos humanos y la justicia social son la base de las políticas públicas.
Desde 2018 dirige el Programa para Centroamérica y México del Centro por la Justicia y el Derecho Internacional (CEJIL), organización de defensa de derechos humanos ante el Sistema Interamericano.

## Reconocimiento internacional

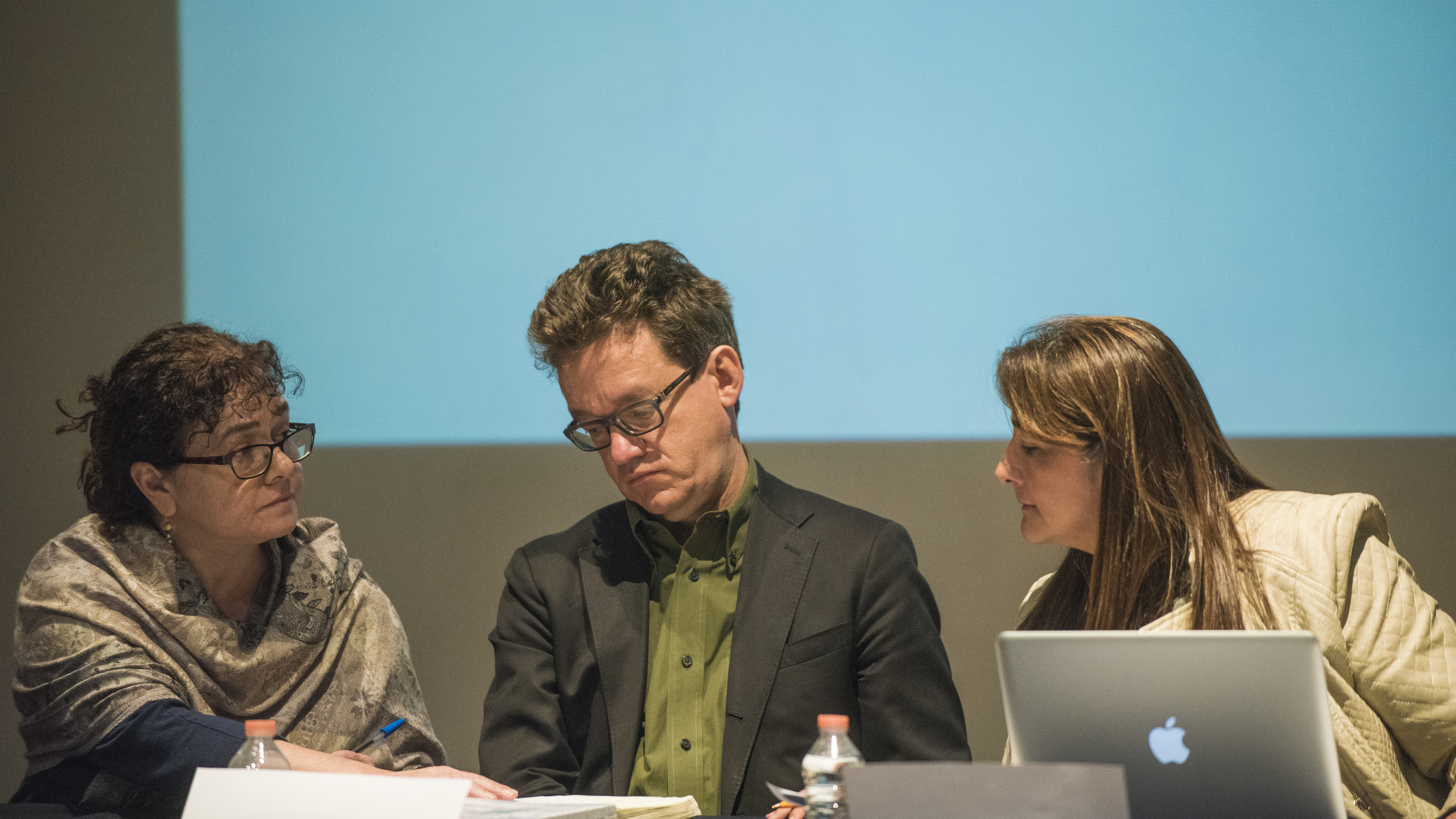
Paz y Paz (izquierda) con los otros miembros del GIEI Alejandro Valencia (centro) y Ángela María Buitrago (derecha)

En 2012, Forbes nombró a Paz y Paz una de las "cinco mujeres más poderosas que cambian el mundo". En 2013, Paz y Paz recibió el Premio de Derechos Humanos Judith Lee Stronach. Paz y Paz también fue considerada una candidata para el Premio Nobel de la Paz 2013. El premio fue finalmente ganado por la Organización para la Prohibición de las Armas Químicas.
El 15 de diciembre de 2011, International Crisis Group celebró su Cena de premios "En busca de la paz". Claudia Paz y Paz fue una de las cuatro mujeres honradas por la Secretaria de Estado de los EE. UU. Hillary Clinton por su dedicación a la promoción de sociedades pacíficas, justas y abiertas en algunas de las regiones más afectadas por el conflicto en el mundo.
En 2012, la Asociación de Estudios Latinoamericanos otorgó a Claudia Paz y Paz el Concurso Memorial de LASA / Oxfam América Martin Diskin, que distingue a personas distinguidas que combinan estudios rigurosos con un compromiso con el activismo por los derechos humanos.